# 한한 (1982년생 작가)
한한(韓寒, 1982년 9월 23일 ~ )은 중국의 작가이다. 상하이시 출신인 그는 랠리 프로 드라이버, 베스트셀러 작가, 유명 블로거, 가수를 겸하고 있다. 최근 그는 음반, 영화 제작자로서 활동하고 있다. 타임지가 뽑은 2010년 가장 영향력을 사진 사람 8위로 한한이 뽑혔다.

## 한국과의 관계
그는 한국과 직접적인 관계는 없지만 중국 언론의 "한한은 한국인?"이라는 TV보도로 인해 중국내 반한정서 형성에 이용되었다. 이 보도로 인해 중국 젊은이 사이에 반한정서가 더 높아졌으며 한국을 비하한 동영상이 인터넷에 퍼지게 된다.

## 저서
- 『삼중문』 - 작가출판사、2000년 5월 출판
- 『영하일도』 - 상해인민출판사、2000년 8월 출판
- 『소년과 같이』 - 작가출판사、2002년 1월 출판
- 『독』 - 중국청년출판사、2002년 10월 출판
- 『통고2003』 - 장가출판사、2003년 9월 출판
- 『장안의 난』 - 중국청년출판사、2004년 9월 출판
- 『이렇게 떠돌아다니다』 - 접력출판사、2005년 11월 출판
- 『어느 도시』 - 21세기출판사、2005년 12월 출판
- 『한한의 5년문집』 - 중국청년출판사、2005년 2월 출판
- 『좋은날』 - 21세기출판사、2007년 7월 출판
- 『잡다한 글』 - 만권출판공사、2008년 3월 출판
- 『그의 나라』 - 만권출판공사、2008년 12월 출판
- 『풀』 - 만권출판공사、2009년 5월 출판
- 『귀여운 재앙』 - 만권출판공사、2009년 7월 출판